# Cristobal Acosta
Pour les articles homonymes, voir Acosta.
Cristobal Acosta (c.1515 - Huelva, 1594), Christóbal Acosta ou Cristóvão da Costa, est un médecin et naturaliste portugais. Il est considéré comme un pionnier de l'étude des plantes originaires de l'Orient, en particulier dans leur utilisation en pharmacologie. Avec l'apothicaire Tomé Pires (né vers 1465) et Garcia da Orta (né vers 1501) , il est l'un des noms majeurs de la médecine indo-portugaise.

## Biographie
Cristobal Acosta serait né quelque part en Afrique ou dans les îles du Cap-Vert et certaines sources avancent que son lieu de naissance serait Tanger. Or, s'il prétend dans son œuvre être africain (Christoval Accosta Africano), le lieu exact et la date de sa naissance restent inconnus à ce jour.
Il effectue son premier voyage aux Indes en 1550 en tant que soldat. Il retourne en 1568 à Goa, puis devient médecin à l'hôpital royal de Cochin l'année suivante. Il commence alors à collecter des spécimens végétaux de différentes parties de l'Inde puis retourne au Portugal en 1572.
De 1576 à 1587, il est médecin à Burgos en Espagne. Il publie en 1578 ses travaux en espagnol : Tractado de las drogas y medicinas de las Indias orientales (Traité sur les drogues et les médecines des Indes orientales).  Il a écrit un deuxième traité (Tractado de la yerbas, plantas, frutas y animales) aujourd’hui perdu.
À la mort de sa femme, il se retire et finit sa vie dans un ermitage. Il décède en 1594 à Huelva.
Un cratère lunaire porte aujourd’hui son nom.